# Второе счастье, или Кино за 40 часов
Второе счастье, или Кино за 40 часов — полнометражный художественный фильм, дебют в кино режиссёра Кати Райской. Фильм снят в жанрах кинокомедии и фильма-пародии. Премьера прокатной версии состоялась 7 августа 2016 в рамках 24-го кинофестиваля «Окно в Европу».
Фильм был отобран на несколько кинофестивалей, среди которых «Окно в Европу» (Выборг), кинофестиваль «Начало» (Санкт-Петербург), фестиваль комедий «Улыбнись, Россия!» (Тула).
В октябре 2016 года фильм получил один из главных призов на 17-м кинофестивале комедий Аллы Суриковой «Улыбнись, Россия!».

## Сюжет
Начинающий режиссёр Катя бросает вызов современной киноиндустрии. Она обвиняет «киношников» в медлительности и неоправданных тратах бюджета. На пресс-конференции Катя заявляет, что сможет снять достойное кино всего за 40 часов и, практически, бесплатно. Реалистичность этой затеи вызывает сомнения, как у журналистов, так и у представителей киноцеха. Для реализации своей идеи Катя накануне своего дня рождения устраивает на киностудии вечеринку со съёмками и просит друзей сыграть роли в её фильме. Гости — это, в основном, известные люди, далёкие от актёрской профессии, но ради Кати и веселья они согласны на время перевоплотиться в необычные образы. Чтобы сэкономить на аппаратуре, Катя договаривается о партнёрстве с владельцем киностудии по имени Альберт, который известен своим деспотизмом и похотливостью.
40 часов начинаются. Во всех павильонах идут съёмки. На вечеринке гостей ждут захватывающие сюжетные хитросплетения, как по сценарию их сцен, так и в реальности во время съёмок. Среди освещающих событие журналистов выделяется студентка Нина, которая якобы готовит дипломную работу о том, как снимается кино. С ней два оператора с профессиональным кинооборудованием, которые фиксируют всё, что происходит на киностудии. На самом деле в Катином плане Нине отведена особая роль.
Съёмки фильма в разгаре, но, чем меньше остаётся времени, тем труднее становится работать. Съёмочная группа устала, гости напились, есть те, кто хочет специально помешать реализации этого проекта. Нина снимает, как Катя и её команда преодолевают все трудности и успевают к сроку. Катю поздравляют с победой и наступившим днём рождения. Оказывается, что у владельца киностудии свои планы на Катю и её фильм. Он начинает к ней приставать. А, получив отпор, выгоняет Катю со студии, оставив, отснятый материал себе. Катя покидает студию.
Выясняется, что всё происходящее — это всего лишь часть заранее продуманного Катей плана. Все 40 часов Нина снимала второе кино о том, как снимается кино. Именно такой фильм и хотела снять Катя. Альберт остаётся с кучей отснятых, ничем не связанных сцен разных жанров в исполнении полупьяных непрофессионалов, а у Кати получается сенсационный фильм о «кухне» киноиндустрии.

## В ролях
- Абросова Нина — студентка-ботан.
- Петров Виталий — Джеймс Понт.
- Рогожин Сергей — палач.
- Сергиенко Алексей — палач.
- Лушников Алексей — взяточник.
- Дилиониди Афина — Клеопатра.
- Катя Самбука — флейтистка симфонического оркестра.
- Веселовзоров Алексей — скрипач симфонического оркестра.
- Юдин Александр — охранник.
- Боб Джек — гаишник.
- Семёнов Андрей — осветитель.
- Щеглов Лев — электрик-маргинал.
- Пекаревский Аркадий — бомж.
- Голиков Михаил — музыкант, восстающий против олигарха.
- Марцинкевич Александр — наркобарон.
- Смолкин Борис — играет самого себя.
- DJ Цветкоff — поклонник Анджелины Джоли

Всего в фильме снялось 132 человека. Все они — непрофессиональные актёры.
В 2018 году был снят документальный фильм «Кино за 40 часов. История», в котором рассказывается о судьбе проекта.

## Музыка
В фильме звучит 84 музыкальных фрагмента. Саундтрек к пяти сценам фильма написал композитор группы Deep Purple Алекс де Карвальхо.
Также в фильме звучит музыка Александра Марцинкевича, Геннадия Селезнёва (группа «Рождество»), Сергея Петрова, Эдуарда Матвеева, Сергея Рогожина, Лоры Квинт, Владимира Сайко, Афины, диджея Цветкова и других.